# Jiahu
Jiahu est un site archéologique situé dans le xian de Wuyang, dans la province du Henan, en Chine, à proximité du fleuve Jaune et à l'est du mont Funiu. Il a été occupé à l'aube du Néolithique pendant environ 1 300 ans. Les occupants du site montrent pendant l'essentiel de la période une activité de chasseurs-cueilleurs plus ou moins sédentarisés, avec l'apparition des premières ressources agricoles significatives en fin de période.
Jiahu a livré des écailles de tortue portant des signes gravés, que certains archéologues chinois ont interprété comme une forme primitive d'écriture,. Les flutes en os trouvées sur le site illustrent la diffusion de la musique en Chine dès l'Holocène.
Les plus vieilles traces de soie de la préhistoire, qui dateraient de plus de 8 500 ans ont été trouvées en décembre 2016 par une équipe chinoise dans des tombes du site de Jiahu

## Situation
Jiahu est situé dans le xian de Wuyang, sur le lit majeur de la rivière Sha au nord, et de la rivière Ni au sud.

## Historique
Mis au jour en 1962, le site n'accueille des fouilles intensives qu'à partir des années 1980.

## Chronologie
Occupé au tout début du VIIe millénaire av. J.-C., ce site est considéré comme l'un des premiers villages de la culture de Peiligang. Vers 5700 av. J.-C., Jiahu est le théâtre d'inondations et est abandonné.

## Habitat
Le site était entouré d'un fossé et couvrait une superficie d'environ 5,5 hectares. Ce « village sédentaire organisé et établi sur une longue durée » a abrité au moins 250 personnes simultanément.
Le site a révélé 45 maisons, de nombreuses fosses de stockage, quelques fours et des cimetières. Les installations nouvelles étaient construites sur les anciens emplacements. Les maisons, leurs silos enterrés et leurs cimetières constituent des zones de regroupement qui témoignent d'une grande constance dans l'organisation spatiale. La majorité des habitations ne dépassent guère les 10 m2, voire moins. Elles sont la plupart du temps rondes et semi-enterrées. Leur sol comporte d'épaisses couches de dépôts : tessons, outils usagés et restes de faune et de flore. L'interprétation de ces restes semble montrer une population qui continue de pratiquer d'anciennes coutumes de vie itinérante tout en donnant des signes d'une adaptation partielle à la vie sédentaire.

## Mode de subsistance
Les pratiques de chasse-pêche et cueillette ont longtemps prévalu, avant que la production agricole se développe vers la fin des 1 300 ans pendant lesquels ce lieu a été occupé.
De nombreux vestiges de bovins, de cerfs et d'ovins sauvages semblent indiquer l'existence de nombreuses espèces disponibles pour la chasse. Les restes d'animaux aquatiques, poissons, alligators, moules d'eau douce, montrent la richesse des cours d'eau et des marais. La flore était tout aussi riche : glands, noix, noisettes, jujube, prunes et châtaignes d'eau. Tandis que la chasse et la cueillette apportaient à cette économie de prédation l'essentiel des ressources alimentaires, on y a élevé aussi des porcs et des chiens : les seuls animaux d'élevage .
L'analyse biochimique des résidus de tessons a révélé en 2003 la présence de marqueurs de trois boissons fermentées : bière à base de riz (ions d'oxalate de calcium dans des résidus), hydromel à base de miel (trace de cire), vin à base de fruit (aubépine et/ou raisin).

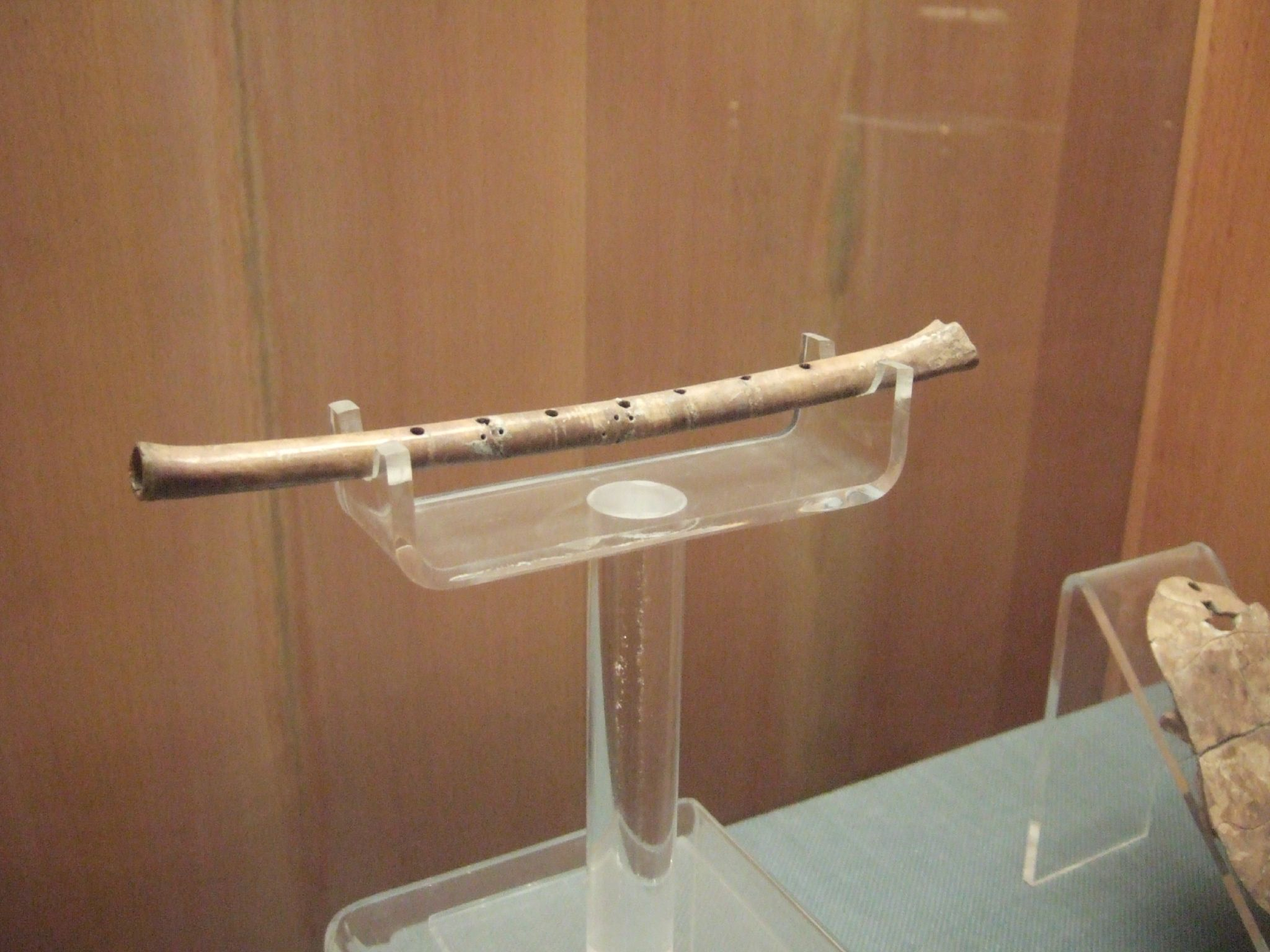
Une des flutes découvertes à Jiahu, ici exposée au Musée provincial du Henan

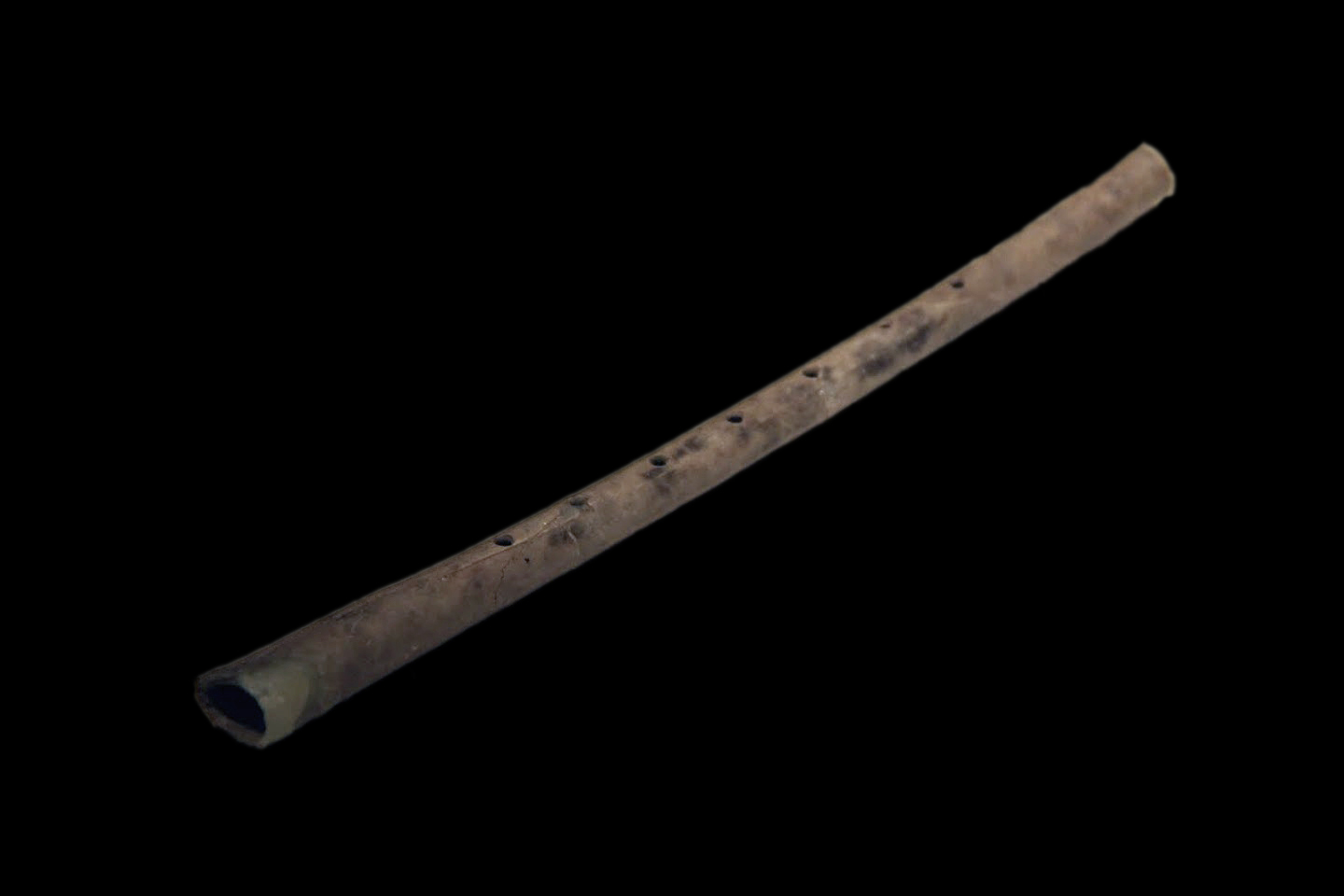
Flute en os. Culture de Peiligang. Découverte en 1987 dans le xian de Wuyang, Henan. Musée national de Chine

## Vestiges
L'ensemble des restes d'objets impliqués dans une pratique de production agricole représente seulement 6,8 % de l'ensemble des objets façonnés et utilisés au début de l'installation et cette proportion s'élève à 53,4 % lors de la phase finale. Et tandis qu'une part importante de la population continuait à pratiquer chasse et collecte, la part du travail de production liée à la vie sédentaire n'a fait que croitre. La santé physique de la population a baissé ce qui semble indiquer une « pression sélective » introduite par la pratique agricole et la vie sédentaire.

### Flutes
Plusieurs flutes en os datant du VIIe millénaire av. J.-C. et comportant sept trous ont été découvertes sur le site de Jiahu. Elles ont un temps été considérées comme les plus anciens instruments à notes multiples connus. L'une d'elles comporte huit trous et peut jouer une gamme tonale actuelle.

### Tortues
Le site de Jiahu a livré des objets à fonction culturelle remarquables. Quelques tombes de la culture de Peiligang, lors de sa phase tardive, contenaient des carapaces de tortues perforées : 7 perforations dans la partie supérieure et plusieurs dans la partie inférieure conservée. D'autres portaient des marques incisées. Ce pourrait être des offrandes funéraires, typiques de la culture de Beixin-Dawenkou, située à l'est de celle de Peiligang. Des carapaces identiques associées à environ 10 petits cailloux ont été déposées de chaque côté du défunt dans une tombe du site de Dawenkou. Certains ont interprété ces carapaces comme des « hochets » (ou crécelles).
Les incisions trouvées à Jiahu sur des écailles de tortue ont été interprétées par certains archéologues chinois comme des signes. Il ne s'agirait toutefois pas encore d'une véritable écriture. Les premières inscriptions sur os et écailles de tortue destinées à la divination datent de la fin de la dynastie Shang, vers 1200 av. J.-C.,.